# ماشا و خرس

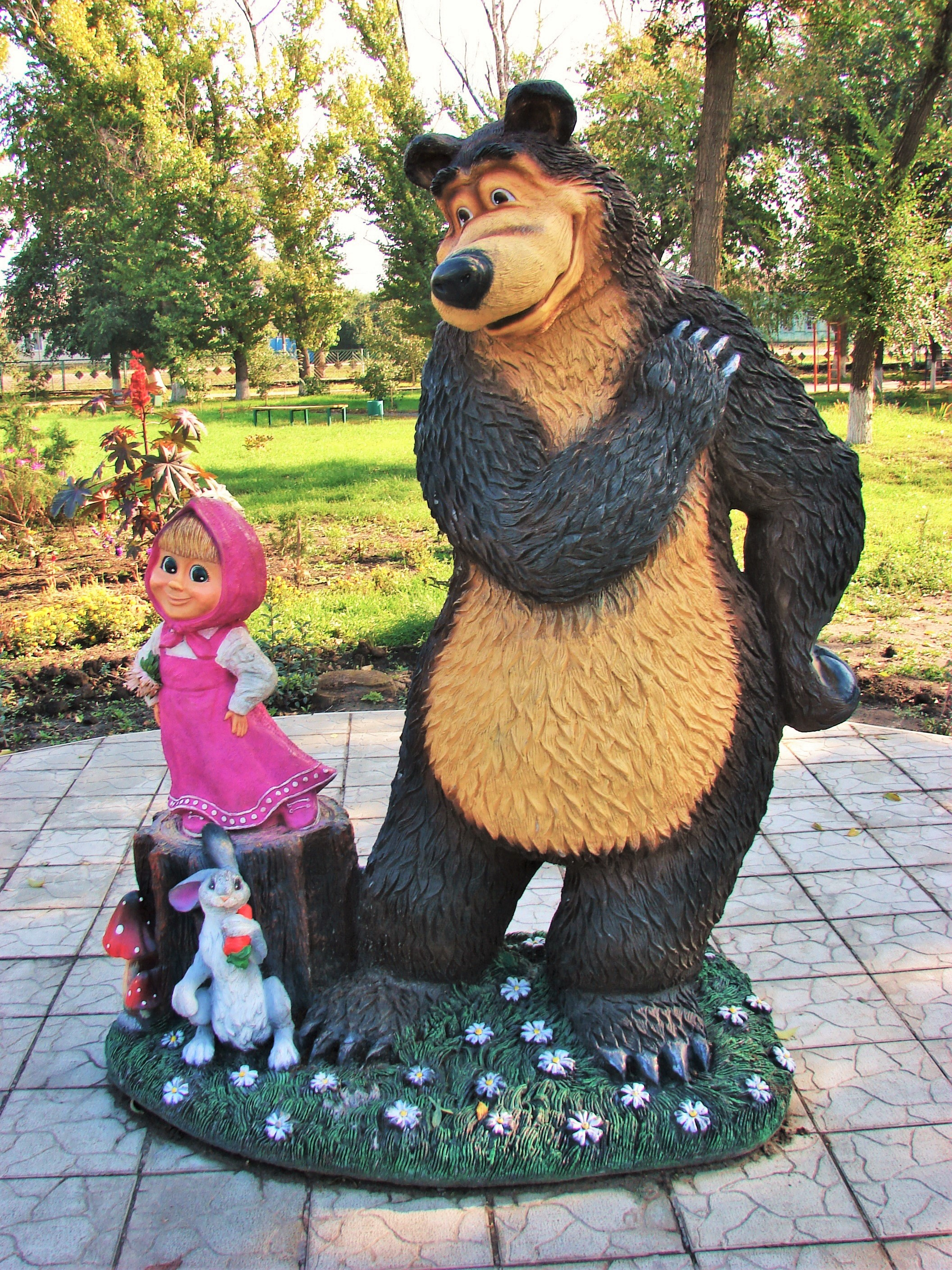
مجسمه‌ای از ماشا و خرس

ماشا و خرس (به روسی: Маша и Медведь) نام یک پویانمایی تلویزیونی روسی است که از سال ۲۰۰۹ تا کنون، در حال پخش است. این انیمیشن، اقتباسی آزاد از یک افسانهٔ فولکلوریک روسی به همین نام و دربارهٔ دخترکی به نام ماشا و ماجراهایش با خرسی انسان‌واره و تنومند است.
کارتون  ماشا و خرس پرتماشاگرترین مجموعه مخصوص کودکان پیش‌دبستانی در جهان است و ۳۶ برابر بیشتر از میانگین درخواست برای برنامه‌های مشابه، مورد توجه قرار گرفته است. این مجموعه همچنین پنجمین سریال پربیننده در میان گروه سنی کودکان و نوجوانان (۰ تا ۱۸ سال) در سطح جهان است و کمی جلوتر از پپا پیگ قرار دارد.
بسیاری از قسمت‌های این مجموعه در یوتیوب با موفقیت فراوانی روبه‌رو شده‌اند. به‌ویژه نسخه روسی قسمت «دستورالعمل ایجاد فاجعه» تا ژانویه ۲۰۲۵ نزدیک به ۴.۶ میلیارد بار دیده شده و چهاردهمین ویدیوی پربازدید تاریخ یوتیوب و پربازدیدترین ویدیوی غیرموسیقایی این پلتفرم است.
این مجموعه همچنین الهام‌بخش ساخت «سرزمین خنده ماشا و خرس» شده است؛ بخشی از یک پارک تفریحی با جاذبه‌هایی برای کودکان خردسال که در پارک «سرزمین افسانه‌ها» نزدیک آنتالیا در ترکیه قرار دارد.
بر اساس گزارش خبرگزاری آسوشیتدپرس، «ماشا که لباس محلی به همراه روسری بر سر دارد، در بسیاری از کشورهای مسلمان از جمله اندونزی به نام دخترانه‌ای محبوب تبدیل شده است.» دمیتری لوویِکو، مدیرعامل شرکت انیم‌اکورد، گفت: «این یک کشور مسلمان است، بنابراین خوش‌شانس بودیم که ماشا روسری دارد و پاهایش پوشیده است!»

## خلاصه داستان مجموعهٔ تلویزیونی
ماشا دخترکی شیطان، شاد، مهربان و پُرانرژی است که با خوک، بز و سگش در جنگل زندگی می‌کند. تمام حیوانات جنگل از او گریزانند، چرا که ماشا وادارشان می‌کند تا با او بازی کنند. روزی ماشا، پروانه‌ای می‌بیند و هنگامی که این پروانه را تعقیب می‌کند، به خانهٔ خرسی می‌رسد که برای ماهیگیری از منزل خارج شده است. ماشا در حین بازی در آنجا، حسابی کلبهٔ خرس و محوطه‌اش را بهم می‌ریزد و هنگامی که خرس برمی‌گردد، با فاجعه‌ای که ماشا ایجاد کرده مواجه می‌شود. خرس تلاش می‌کند از دست ماشا خلاص شود و او را از آنجا براند، اما موفق نمی‌شود و سرانجام ماشا و خرس با هم دوستانی صمیمی می‌شوند.

## افسانهٔ فولکلوریک اصلی
در قصهٔ اصلی، ماشا دخترکی است که در جنگل گم می‌شود و به‌طور تصادفی به کلبهٔ چوبی خرس می‌رسد. وقتی خرس به کلبه می‌آید، دخترک را اسیر کرده و به عنوان خدمتکارِ خود، بکار می‌گیرد. روزی، ماشا نقشه‌ای می‌کشد تا فرار کند. او از خرس تقاضا می‌کند تا اجازه دهد چند شیرینی و کلوچه برای پدربزرگ و مادربزرگ پیرش ببرد. خرس با تقاضای او موافقت نمی‌کند، چون نگران است، مبادا ماشا در راه، گم شود. اما در عوض به ماشا پیشنهاد می‌کند تا خودش سبد بزرگ کلوچه و شیرینی را برای آنان ببرد. ماشا قبول می‌کند، به شرط آنکه خرس قول بدهد، در سبد را باز نکرده و به شیرینی‌ها دست نزند؛ چرا که ماشا، خرس را از بالای یک درخت بلند، زیر نظر خواهد گرفت. در یک لحظه که خرس حواسش نیست، ماشا به‌درون سبد بزرگ می‌رود و در آنجا پنهان می‌شود. خرس، از همه جا بی‌خبر، سبد و دخترک را با خود از کلبه خارج کرده و راه می‌افتد. کمی بعد، خرس خسته می‌شود و درجایی می‌نشیند تا استراحت کند. او در عین حال وسوسه می‌شود تا سبد را باز کرده و کمی از آن کلوچه‌های خوشمزه را بخورد. در این لحظه، ماشا از درون سبد می‌گوید: «دارم می‌بینمنت‌ها! دارم می‌بینمنت‌ها! از روی کندهٔ درخت بلند شو و به کلوچه‌های من هم دست نزن و سبد رو، برای پدربزرگ و مادربزرگم ببر.» خرس، حسابی از اینکه ماشا او را از فاصله‌ای آنچنان دور زیرنظر دارد، متعجب شده و تحتِ تأثیرِ این توانایی او قرار می‌گیرد. در نتیجه از جایش بلند شده و بدون بازکردنِ سبد، راه می‌افتد. زمانی که خرس به دهکدهٔ پدربزرگ و مادربزرگ می‌رسد، سگ‌های گله، خرس را فراری می‌دهند و پدربزرگ و مادربزرگ ماشا او را، در حالی که در سبد نشسته است، می‌یابند.

## شخصیت‌های کارتون

### ماشا
دخترکی بامزه و شیطان که ۳ سال سن دارد. او در یک ایستگاه قطار در راه‌آهن سراسری سیبری زندگی می‌کند. در عین حال، از منزلِ او تا خانهٔ خرس، راهی باریک وجود دارد. ماشا، علاقهٔ زیادی به خرس دارد. والدین ماشا هرگز در این انیمیشن، نشان داده نمی‌شوند. دوبلور انگلیسی او السی فیشر است.

### خرس
یک خرس قهوه‌ای تنومند که در یک خانهٔ چوبی زندگی می‌کند. او بهترین دوست ماشا است. او خیلی به ماشا علاقه دارد

## حیوانات اهلی ماشا
یک سگ، یک بز، یک خوک و در قسمت اول این مجموعه، تعدادی مرغ، حیوانات اهلی و دست‌آموز ماشا هستند که در حیاط منزل او زندگی می‌کنند.

### حیوانات وحشی
شامل دو سنجاب، یک خرگوش و تعدادی گرگ هستند. خرگوش همیشه مشغول برداشتن هویج از مزرعه خرس است. گرگ‌ها در یک آمبولانس اسقاطی زندگی کرده و در بعضی از قسمت‌ها طبابت نیز می‌کنند.

### خانم خرسه
یک ماده‌خرسِ قهوه‌ای رنگ که آقا خرسهٔ (میشا) داستان، عاشق اوست.

### داشا
داشا خواهر ماشا و ساکنِ مسکو است. نام واقعی و کامل او، «پائولا داشا بل» و فرانسوی‌الاصل است. شباهت ظاهری زیادی به ماشا دارد، اما عینکی با شیشه‌های آبی‌رنگ می‌زند و لباس نارنجی بر تن می‌کند. داشا از خرس می‌ترسد و او را «هیولا» صدا می‌زند. در این مجموعه، دو بار او را در قسمت‌های «کمدی اشتباهات» و «دورِ خودم چرخیدم» می‌بینیم.

### پاندا
خواهرزادهٔ خرس و ساکنِ کشور چین است. او از نژادِ پاندای غول‌پیکر است.

### ببر
دوستِ صمیمیِ خرس است. در گذشته، او در همان سیرکی که خرس کار می‌کرده، مشغول به کار بوده است.

### خرس سیاه
دشمن خرس و رقیب اصلی او در موردِ عشقِ «خانم خرسه» است. این خرس سیاه‌رنگ، بسیار متکبر و ناجوانمرد است و حتی در یک مسابقهٔ تنیس در مقابل ماشا، دست به تقلب و نامردی می‌زند.

### پنگوئن
اولین بار او را در یکی از قسمت‌های مجموعه و هنگامی می‌بینیم که ماشا یک تخمِ پنگوئن پیدا می‌کند و خرس را وادار می‌کند تا آن را بشکند.

### بابا یخی
شخصیتی چون بابا نوئل است که اهل روسیه است و بیشتر او را قسمت‌هایی که مربوط به شب سال نو یا سایر تعطیلات است، می‌بینیم.

## جوایز
در «کیدسکرین سامیت» (Kidscreen Summit) یا «اجلاس تصویری کودکان» در سال ۲۰۱۵ میلادی، این مجموعهٔ تلویزیونی، برندهٔ جایزهٔ «بهترین انیمیشین» در رشته «استعدادهای خلاق» شد.